# 4. armada (Avstro-Ogrska)
Za druge 4. armade glejte 4. armada.
4. armada (izvirno nemško 4. Armee) je bila armada k.u.k. Heera med prvo svetovno vojno.

## Zgodovina
Armada je bila ustanovljena avgusta 1914 in bila ukinjena 15. marca 1918; v vsem času obstoja je delovala na vzhodni fronti.

## Vodstvo
Poveljniki
- general pehote Moritz Auffenberg von Komarów: avgust 1914 - 30. september 1914
- general pehote nadvojvoda Jožef Ferdinand Avstrijski: 30. september 1914 - junij 1916
- generalpolkovnik Karl Tersztyánszky von Nadas: junij 1916 - 3. maj 1917
- generalpolkovnik Karl Kirchbach auf Lauterbach: 3. maj 1917 - 15. marec 1918

## Organizacija
Avgust 1914
- 2. korpus (Dunaj)

- 4. pehotna divizija (Brünn)
- 25. pehotna divizija (Dunaj)
- 13. domobranska pehotna divizija (Dunaj)

- 6. korpus (Kassa)

- 15. pehotna divizija (Miskolcs)
- 27. pehotna divizija (Kassa)
- 39. honvedska pehotna divizija (Kassa)

- 9. korpus (Leitmeritz)

- 10. pehotna divizija (Josefstadt)
- 26. domobranska pehotna divizija (Leitmeritz)

- 17. korpus

- 19. pehotna divizija (Plsen)
- 2. pohodna brigada (Dunaj)
- 9. pohodna brigada (Leitmeritz)

- Armadne enote

- 6. konjeniška divizija (Jaroslau)
- 10. konjeniška divizija (Budimpešta)
- 6. pohodna brigada (Kassa)
- 4. konjeniška brigada
- 6. konjeniška brigada